# Ларонкс
Ларо́нкс (фр. Laronxe) — коммуна во французском департаменте Мёрт и Мозель региона Лотарингия. Относится к  кантону Люневиль-Сюд.	

## География
Ларонкс расположен в 36 км к юго-востоку от Нанси по соседству с Сен-Клеман. Соседние коммуны:	 Шеневьер и Ватимениль на юге, Сен-Клеман на юго-западе.				

## История
- Впервые Ларонкс упоминается в 1309 году и вплоть до 1792 года носил название Ронс (фр. Ronce).
- В 1818—1834 годах был объединён с соседней коммуной Сен-Клеман.

## Демография
Население коммуны на 2010 год составляло 388 человек.
| 1962 | 1968 | 1975 | 1982 | 1990 | 1999 | 2010 |
| ---- | ---- | ---- | ---- | ---- | ---- | ---- |
| 454  | 445  | 420  | 428  | 429  | 390  | 388  |

## Достопримечательности
- Церковь XIX века в неороманском стиле.